# Csincseng
Csincseng (egyszerűsített kínai írással: 晋城市, pinjin: Jìnchéng) prefektúra szintű város Kínában, Sanhszi tartományban. Lakosainak száma 2 194 545 fő (2020).

## Népesség
| 2010 | 2 279 146 |
| 2020 | 2 194 545 |